# سااوو
سااوو (به فنلاندی: Sauvo) یک منطقهٔ مسکونی در فنلاند است که در جنوب غرب فنلاند واقع شده‌است.